# Martin Trnovsky
Martin Trnovsky (Bratislava, 7 de junio de 2000) es un futbolista eslovaco. Juega de portero y su equipo es el Š. K. Slovan Bratislava de la Superliga de Eslovaquia.

## Trayectoria
Trnovský hizo su debut profesional con el Š. K. Slovan Bratislava contra el MFK Zemplín Michalovce el 4 de julio de 2020.

## Clubes
| Club                    | País       | Año   |
| ----------------------- | ---------- | ----- |
| Š. K. Slovan Bratislava | Eslovaquia | 2019- |

## Palmarés

### Títulos nacionales
| Título                  | Club                    | País       | Año  |
| ----------------------- | ----------------------- | ---------- | ---- |
| Superliga de Eslovaquia | Š. K. Slovan Bratislava | Eslovaquia | 2020 |
| Copa de Eslovaquia      | Š. K. Slovan Bratislava | Eslovaquia | 2020 |
| Superliga de Eslovaquia | Š. K. Slovan Bratislava | Eslovaquia | 2021 |
| Copa de Eslovaquia      | Š. K. Slovan Bratislava | Eslovaquia | 2021 |
| Superliga de Eslovaquia | Š. K. Slovan Bratislava | Eslovaquia | 2022 |
| Superliga de Eslovaquia | Š. K. Slovan Bratislava | Eslovaquia | 2023 |
| Superliga de Eslovaquia | Š. K. Slovan Bratislava | Eslovaquia | 2024 |
| Superliga de Eslovaquia | Š. K. Slovan Bratislava | Eslovaquia | 2025 |